# Tom Pitstra
Tom Pitstra (Leeuwarden, 6 augustus 1949) is een Nederlands politicus voor GroenLinks.
Pitstra werd geboren als zoon van Pieter Pitstra en Dutje Zandstra. Zijn vader was typograaf. Hij volgde de middelbare school en de kweekschool te Leeuwarden. Vanaf 1971 studeerde hij andragogie aan de Rijksuniversiteit Groningen; in 1979 studeerde hij af. In zijn jeugd was hij een buitengewoon fanatiek tafeltennisser en had als topsporter een grote naam in Nederland en daarbuiten. Als student werd hij actief in diverse sociale bewegingen zoals de kraakbeweging en de wijkraad van de Davidstraatbuurt (1976-1982).
Vanaf 1968 was Pitstra lid van de Pacifistisch Socialistische Partij (PSP), tot deze partij in 1990 opging in GroenLinks.
Hij was voorzitter van de PSP-afdeling Groningen, en was lid van het partijbestuur van de PSP. Van 1982 tot 1991 was hij gemeenteraadslid in Groningen. Van 11 juni 1991 tot 12 juni 2001 was hij lid van de Eerste Kamer voor GroenLinks, waar hij zich onder andere bezighield met Defensie, Volkshuisvesting en Landbouw, Natuurbeheer en Visserij. Als een van vijf principiële republikeinen van GroenLinks die meenden dat nooit een wetsvoorstel mocht worden gesteund waarmee het continueren van de monarchie werd bevorderd, stemde hij op 10 maart 2001 tegen het huwelijk van prins Constantijn en Laurentien Brinkhorst. Op 12 juni 2001 stapte hij over naar de Tweede Kamer, als opvolger van Tara Singh Varma die wegens ziekte haar zetel had opgegeven. Pitstra werd in de Eerste Kamer opgevolgd door Sam Pormes en bleef lid van de Tweede Kamer tot 23 mei 2002. In de fractie werd hij als te solistisch beschouwd. Om die reden werd hij in 2002 niet opnieuw gekandideerd. Vervolgens werd Pitstra projectmedewerker ruimtelijke ordening en duurzaam bouwen bij het Haags Milieucentrum en vestigde zich in Den Haag.
Pitstra is overtuigd republikein en was lid van het Republikeins Genootschap.
- Parlement.com: vg09llp81izn